# Coll del Portalet
El Portalet (també anomenat O Portalet dera Nieu en aragonès o Pourtalet en francès) és un coll de muntanya dels Pirineus centrals, que uneix els estats de França i Espanya. Està situat a 1.794 metres d'altitud, entre les valls de l'Aussau (al nord) i la de Tena (al sud). El seu nom prové del diminutiu portalet del mot en occità pòrt (coll de muntanya, pas, port...); l'apel·latiu "coll del Portalet", doncs, representa una redundància semàntica.
El Portalet connecta la vall bearnesa d'Aussau i l'aragonesa de Tena, el Departament dels Pirineus Atlàntics i la Província d'Osca respectivament. Separa també els termes municipals de Laruntz i el de Sallent de Gállego. El vessant sud del Portalet constitueix el naixement del riu Gállego, un dels principals afluents del riu Ebre. Per la seva banda, el vessant nord s'obre al circ d'Àneu, que és l'origen de la gave de Brosset. Aquest curs d'aigua es converteix en la gave d'Aussau a partir del nucli de Gabas.
La carretera que arriba fins al Portalet per la part aragonesa és l'A-136, que enllaça amb la N-260 a l'alçada de Biescas. El tram bearnès correspon a la D-934, que enllaça amb la D-918 a l'alçada de Laruntz. El pas del Portalet acostuma a estar tancat els mesos d'hivern a causa de la neu.
El Tour de França només ha passat pel portalet un cop. Va ser en l'edició del 1991, durant la 13a etapa que anava de Jaca a l'estació d'esports d'hivern de Val-Louron, que es va endur el belga Peter De Clercq.